# Борисов, Изяслав Борисович
Изяслав Борисович Борисов (настоящая фамилия — Фишман; 1933—2011) — российский театральный режиссёр и педагог, заслуженный деятель искусств России.

## Биография
Получил два высших образования (филологическое и режиссёрское). Творческий путь начинал артистом Омского театра драмы, имея опыт чтеца различных поэтических и прозаических программ на рубеже 50-60-х гг. В 1968 г. окончил Щукинское театральное училище, в 1973 — Высшие режиссёрские курсы (руководитель — Андрей Гончаров). Своими учителями по режиссуре называет Владимира Александровича Эуфера, Бориса Евгеньевича Захаву, Анатолия Васильевича Эфроса. В разные годы в качестве главного и очередного режиссёра Борисов работал в Новосибирском областном драматическом театре «Старый дом», Иркутском театре драмы им. Охлопкова, Красноярском драматическом театре имени А. С. Пушкина, Хабаровском краевом театре драмы. Ставил спектакли в Казанском Большом драматическом театре им. Качалова, Братском драматическом театре, в Новосибирском ТЮЗе, Новосибирском драматическом театре «Красный факел», Омском академическом театре драмы и многих других.
С 1995 года преподавал в Новосибирском государственном театральном училище (позднее — институте), совместно с актрисой театра «Красный факел» Галиной Алёхиной выпустил свой курс (2004 г.), работал в должности профессора кафедры актёрского мастерства, поставил множество выпускных спектаклей, некоторые из которых принимали участие в общероссийских смотрах студенческих работ («Подиум», «Будущее театральной России»).
В 2008 году редакцией Новосибирского театрального журнала «Под маской» была подготовлена к печати книга Изяслава Борисова «…Фрагменты…» (редактор-составитель — Степан Звездин).
В 2009 году Борисов стал кавалером почетного золотого знака «Достояние Сибири» и снял документальный фильм о народном артисте России, актёре Иркутского драматического театра Виталии Венгере (сценарий — Сергей Захарян) (итоговая версия фильма вышла в 2010 году). В 2010 Борисов стал лауреатом театральной премии «Парадиз» за вклад в развитие театрального искусства.
Умер 18 марта 2011 года в Новосибирске. Похоронен на Заельцовском кладбище (квартал 103).

### Личная жизнь
Был женат на актрисе Татьяне Дороховой. Дочь Татьяна Борисова.

## Основные постановки
- Вильнюсский русский театр драмы. Т. Уильямс «Стеклянный зверинец» (диплом) (1968)
- Омский академический театр драмы. Т. Уильямс «Стеклянный зверинец» (1968)
- М. Байджиев «Дуэль» (1969)
- Вильнюсский русский театр драмы. Г. Горин. А. Арканов «Банкет» (1969)
- Грозненский русский драматический театр им. Лермонтова. «Сказ о Скоморохе и Царе Горохе» (1969)
- Кемеровский областной драматический театр им. Луначарского. Л. Жуховицкий «Должники» («Одни, без ангелов») (1971)
- И. Эркень «Тоот, другие и майор» (1971)
- К. Одетс «Золотой мальчик» (1971)
- Ю. Эдлис «Июнь, начало лета…» (1972)
- Н. Анкилов «Солдатская вдова» (1972)
- Хабаровский краевой театр драмы. М. Шатров «Моя любовь на третьем курсе» (1973)
- В. Панова «Поговорим о странностях любви» (1973)
- В. Шульжик, Ю. Фридман «Антошка и гармошка» (1973)
- И. Дворецкий «Ковалева из провинции» (1974)
- В. Шукшин «Энергичные люди» (1974)
- А. Гелман «Премия» (1974)
- Л. Жуховицкий «Жужа из Будапешта» (1975)
- Л. Устинов «Великий лягушонок» (1975)
- Хабаровский театр музыкальной комедии. В. Шульжик «Звездный час» (1975)
- Хабаровский краевой театр драмы. Г. Запольская «Мораль пани Дульской» (1976)
- Новосибирский драматический театр «Красный факел». Л. Жуховицкий «Жужа из Будапешта» (1977)
- А. Островский «Таланты и поклонники» (1977)
- Е. Чабан «Шрамы» (1977)
- М. Шатров «Мои надежды» (1978)
- Новосибирский ТЮЗ. Г. Михасенко «Милый Эп» (1979)
- Новосибирский областной драматический театр «Старый дом» (Облдрама). Т. Уильямс «Стеклянный зверинец» (1979)
- Пермский театр драмы. К. Сакони «Парик из Гонконга» (1979)
- Новосибирский  драматический театр «Красный факел». Л. Устинов «Живая музыка» (1980)
- Хабаровский театр музыкальной комедии. М. Мейо, М. Эннекен «Моя жена — лгунья» (1980)
- Новосибирский областной драматический театр «Старый дом» (Облдрама). Л. Табукашвили «В поисках фантома» (1980)
- М. Рощин «Спешите делать добро» (1980)
- Л. Устинов «Бочка меда» (1981)
- В. Быков «Я из огненной деревни…» («Сотников») (1981)
- Ю. Нагибин «Заступница» (1981)
- А. Гельман «Наедине со всеми» (1981)
- М. Горький «Судья» («Старик») (1982)
- Н. Думбадзе «Кукарача» (1982)
- Р. Гершгорин «Счастье Федора Кружилина» (1982)
- В. Гаев «Жил да был нешевелена» (1982)
- В. Кондратьев «Отпуск по ранению» (1983)
- Ф. Шиллер «Луиза Миллер» («Коварство и любовь») (1983)
- Г. Данаилов «Осень следователя» (1983)
- Д. Пристли «Скандальное происшествие с мистером Кэттлом и миссис Мун» (1984)
- А. Дударев «Вечер» (1984)
- И. Буковчан «Прежде, чем пропоет петух» (1984)
- В. Балашов «Бабы» (1985)
- С. Лобозеров «По соседству мы живем» (1985)
- Э. Ватемаа «Игра в куклы» (1985)
- Омский академический театр драмы. Р. Солнцев «Разговоры в темноте» («Мать и сын») (1985)
- Ивановский театр драмы. В. Дозорцев «Последний посетитель» (1986)
- Казанский большой драматический театр им. Качалова. В. Арро «Круглый стол под абажуром» (1986)
- Иркутский театр драмы им. Охлопкова. В. Арро «Круглый стол под абажуром» (1986)
- С. Лобозеров «По соседству мы живем» (1987)
- А. Вампилов «Воронья роща» (1987)
- Новосибирский Дом актёра. В. Солодов «Кукольник и Латвия» (1988)
- Казанский большой драматический театр им. Качалова. Л. Разумовская «Сад без земли» (1988)
- Красноярский драматический театр имени А. С. Пушкина. Л. Разумовская «Сад без земли» (1988)
- Ф. Шиллер «Луиза Миллер» (1989)
- Новосибирский областной драматический театр «Старый дом» (Облдрама). Э. де Филиппо «Цилиндр» (1990)
- Ю. Мирошниченко «Приходите, братья-сестры…» (1990)
- Новосибирский ТЮЗ. А. Бруштейн «Тристан и Изольда» (1991)
- Т. Уильямс «Стеклянный зверинец» (1991)
- А. Чехов «Вишнёвый сад» (1991, спектакль не вышел)
- Красноярский драматический театр имени А. С. Пушкина. П. Ершов «Конек-Горбунок» (1992)
- Томский ТЮЗ. П. Ершов «Конек-Горбунок» (1992)
- Ф. Шиллер «Луиза Миллер» (1992)
- Новосибирский театр п/р С. Афанасьева. М. Норманн «Спокойной ночи, мама» (1993)
- Кемеровский областной драматический театр им. Луначарского. А. Сумбатов-Южин «Цепи любви» (1993)
- Иркутский  театр драмы им. Охлопкова. А. Сумбатов-Южин «Цепи любви» (1993)
- Иркутский художественный музей. Д.-Б. Перголезе «Служанка-госпожа» (1993)
- Иркутский театр драмы им. Охлопкова. Н. Матханова «Из Америки с любовью» (1994)
- Оренбургский областной театр драмы им. Горького. Ф. Шиллер «Луиза Миллер» (1994)
- Л. Герш «Эти свободные бабочки» (1994)
- Братский драматический театр. С. Лобозеров «Семейный портрет с посторонним» (1994)
- Ж. Реньяр «Любовное безумие» (1994)
- Л. Герш «Эти свободные бабочки» (1995)
- Оренбургский областной театр драмы им. Горького. А. Чехов «Вишневый сад» (1996)
- Братский драматический театр. Ж. Кокто «Человеческий голос» (1997)
- Новосибирский областной драматический театр «Старый дом» (Облдрама). Ж. Кокто «Человеческий голос» (1997)
- А. Чехов «Вишневый сад» (1998)
- Братский драматический театр. И. Муренко «Шутки в глухомани» (1999)
- Новосибирский академический драматический театр «Красный факел». И. Эркень «Тоот, другие и майор» (2003)

В 2000-е годы Борисов регулярно ставит дипломные спектакли на выпускных курсах Новосибирского театрального училища (затем — института):
«Последняя жертва» А. Островского
«Любовь дона Перлимплина» Г. Лорки
«Пять вечеров» А. Володина
«Луиза Миллер» Ф. Шиллера
«Жаворонок» Ж. Ануя
«Не так живи, как хочется» А. Островского
«Вишневый сад» А. Чехова
«Гупешка» В. Сигарева
«Фантомные боли» В. Сигарева
«Антигона» Ж. Ануя
«..и зависть..»
«…вокруг Жана-Батиста Мольера»
«Голубая роза» Т. Уильямса
«Я написал бы восемь строк о свойствах страсти»
«Прежде, чем пропоет петух» И. Буковчана
«Чехов, Мейерхольд, Треплев и другие» по пьесе А. Чехова «Чайка»
«Семейный портрет с посторонним» С. Лобозерова
«Наташина мечта» Я. Пулинович (2010—2011)